# Siete maravillas del Perú
Las siete maravillas del Perú es una lista de las siete construcciones o lugares naturales considerados emblemáticos del Perú. Esta lista fue el resultado de una encuesta en línea realizada por el canal televisivo de Panamericana. En 2008 a raíz de que el año anterior fue elegida como maravilla natural del mundo la ciudadela incaica de Machu Picchu, también se puede observar las otras finalistas que no ganaron el concurso.

## Ganadoras
En orden por votos:
| Imagen | Maravillas                    | Ubicación                                        | Departamentos          | Votos   |
| ------ | ----------------------------- | ------------------------------------------------ | ---------------------- | ------- |
|        | Líneas de Nazca               | Nazca (ICA) Palpa (ICA) Lucanas (AYA)            | Ica Ayacucho           | 255 016 |
|        | Lago Titicaca                 | Puno Chucuito El Collao Huancané Yunguyo Moho    | Puno                   | 250 493 |
|        | Bosque de piedras de Huayllay | Pasco Daniel Alcides Carrión                     | Pasco                  | 239 929 |
|        | Gran Pajatén                  | Pataz (LBT) Bolívar (LBT) Mariscal Cáceres (SMT) | La Libertad San Martín | 239 517 |
|        | Meseta de Marcahuasi          | Huarochiri                                       | Lima Provincias        | 237 474 |
|        | Marcahuamachuco               | Sánchez Carrión                                  | La Libertad            | 236 539 |
|        | Chan Chan                     | Trujillo                                         | La Libertad            | 235 608 |

## Otras finalistas
| Imagen | Finalista                | Ubicación                            | Departamentos       |
| ------ | ------------------------ | ------------------------------------ | ------------------- |
|        | Baños del Inca           | Cajamarca                            | Cajamarca           |
|        | Kuélap                   | Luya                                 | Amazonas            |
|        | Kumbe Mayo-Los Frailones | Cajamarca Cajabamba                  | Cajamarca           |
|        | Valle del Alto Mayo      | Rioja Moyobamba                      | San Martín          |
|        | Valle del Colca          | Caylloma                             | Arequipa            |
|        | Arequipa                 | Arequipa                             | Arequipa            |
|        | Callejón de Huaylas      | Huaraz Huaylas Yungay Carhuaz Recuay | Áncash              |
|        | Señor de Sipán           | Lambayeque Chiclayo                  | Lambayeque          |
|        | Iquitos                  | Maynas                               | Loreto              |
|        | Cajamarca                | Cajamarca                            | Cajamarca           |
|        | Trujillo                 | Trujillo                             | La Libertad         |
|        | Ayacucho                 | Huamanga                             | Ayacucho            |
|        | Lima                     | Lima (LIM) Callao (CAL)              | Lima Callao         |
|        | Paracas                  | Pisco                                | Ica                 |
|        | Cusco                    | Cusco                                | Cusco               |
|        | Puno                     | Puno                                 | Puno                |
|        | Chiclayo                 | Chiclayo                             | Lambayeque          |
|        | Manu                     | Manu (MDD) Paucartambo (CUZ)         | Madre de Dios Cuzco |